# Artur Svensson
Artur Hjalmar Sölve Svensson (* 16. Januar 1901 in Finspång; † 20. Januar 1984 ebenda) war ein schwedischer Sprinter und Mittelstreckenläufer.
Bei den Olympischen Spielen 1924 in Paris gewann er mit der schwedischen Mannschaft Silber in der 4-mal-400-Meter-Staffel und erreichte über 400 m das Halbfinale.
1924 und 1927 wurde er nationaler Meister über 800 m. Vizemeister wurde er 1923 und 1924 über 400 m, 1926 über 800 m.

## Persönliche Bestzeiten
- 400 m: 49,1 s, 17. August 1924, Stockholm
- 800 m: 1:53,5 min, 17. Juli 1925, Stockholm